# Frank Galan
Pour les articles homonymes, voir Galan.
Frank Leo Juul Van Molle (né à Lede en Belgique, 19 décembre 1960) est un chanteur de charme belge. Son nom de scène est Frank Galan. Il est le frère du présentateur de télévision belge-néerlandophone Herman Van Molle. Frank Galan vit actuellement en Belgique.